# Команчи (окръг, Тексас)
Вижте пояснителната страница за други значения на Команчи.
Окръг Команчи (на английски: Comanche County) е окръг в щата Тексас, Съединени американски щати. Площта му е 2455 km², а населението - 14 026 души (2000). Административен център е град Команчи.